# Jenő Gaál
Jenő Gaál [ˈjɛnøː ˈɡaːl] (* 16. Juni 1900 in Zólyom, Österreich-Ungarn, heute Zvolen, Slowakei; † 8. Juni 1980 in Budapest) war ein ungarischer Komponist klassischer Musik. 
Gaál war ein Schüler Zoltán Kodálys. 1956 wurde er mit dem Erkel-Preis ausgezeichnet. 
Seine erste Sinfonie, entstanden 1954/1955, wurde 1959 von András Kórodi uraufgeführt. 
Seine zweite Sinfonie, eine Streichersinfonie, entstammt dem Jahr 1960. Sie klingt deutlich moderner als sein erstes Werk und erlebte 1964 durch Ervin Lukács ihre Uraufführung.
| Personendaten    | Personendaten         |
| ---------------- | --------------------- |
| NAME             | Gaál, Jenő            |
| KURZBESCHREIBUNG | ungarischer Komponist |
| GEBURTSDATUM     | 16. Juni 1900         |
| GEBURTSORT       | Zólyom                |
| STERBEDATUM      | 8. Juni 1980          |
| STERBEORT        | Budapest              |